# Rytidosperma subulatum
Rytidosperma subulatum är en gräsart som först beskrevs av Achille Richard, och fick sitt nu gällande namn av Thomas Arthur Cope. Rytidosperma subulatum ingår i släktet kängurugräs (släktet), och familjen gräs. Inga underarter finns listade i Catalogue of Life.